# Lista patrimoniului religios al municipiului Vaslui
Aceasta este o listă a patrimoniului religios din Vaslui.
- Biserica Adventistă „Betel” / str. Izvoarelor (reper: Cartierul 13 decembrie);
- Biserica Adventistă „Maranatha” / str. 23 august; (Serviciul Român de Informații);
- Biserica Creștină după Evanghelie „Vestea Bună” / str. Dr. Ghelerter (Zona Traian).
- Biserica Domnească „Tăierea Capului Sfântului Ioan Botezătorul” / str. Ștefan cel Mare (reper: Școala generală Nr. 6);
- „Biserica Ortodoxă „Adormirea Maicii Domnului” / str. Hagi Chiriac (Hotel Europa);
- Biserica Ortodoxă „Izvorul Tămăduirii” / str. Ștefan cel Mare (Spitalul Județean de Urgență);
- Biserica Ortodoxă „Sf. Apostol Andrei” / str. Delea (Cartier Delea);
- Biserica Ortodoxă „Sfinții Apostoli Petru și Pavel” / str. Căpitan Filote Claudiu (Cart. 13 decembrie);
- Biserica Ortodoxă „Sf. Arhangheli Mihai și Gavriil” / Str. Enăchiță Văcărescu (Suburbia Brodoc);
- Biserica Ortodoxă „Sfinții Arhangheli Mihail și Gavriil” / str. Racova (Piața Traian);
- Biserica Ortodoxă „Sf. Cuvioasa Paraschiva” / str. Toma Caragiu (Zona Traian);
- Biserica Ortodoxă „Sf. Haralambie și Sf. C-tin și Elena” / str. Nisipăriei (Suburbia Rediu);
- Biserica Ortodoxă „Sf. Împărați C-tin și Elena” / Suburbia Gura Bustei (Viișoara);
- Biserica Ortodoxă „Sf. Împărați C-tin și Elena și Sf. Mina” / str. Păcii (Școala generală Nr. 8);
- Biserica Ortodoxă „Sf. Neculai” / str. Gheorghe Doja (Suburbia Moara Grecilor);
- Biserica Ortodoxă „Sf. Niculae” / str. Florilor;
- Biserica „Sf. Treime” în cimitirul Eternitatea;
- Biserica Romano-Catolică „Sf. Ap. Petru și Paul” / str. Miron Costin (Școala generală Nr. 3);